# Taeniophyllum ferox
Taeniophyllum ferox är en orkidéart som beskrevs av Rudolf Schlechter. Taeniophyllum ferox ingår i släktet Taeniophyllum och familjen orkidéer. Inga underarter finns listade i Catalogue of Life.